# Karangwidoro
Karangwidoro is een bestuurslaag in het regentschap Malang van de provincie Oost-Java, Indonesië. Karangwidoro telt 6149 inwoners (volkstelling 2010).